# 陳興昌
陳興昌（英語：Anderson Chan Hing-cheong，1975年7月30日—），畢業於天主教培聖中學及香港樹仁學院新聞及傳播學系，有線新聞總監，曾任香港開電視節目製作助理總監、亞洲電視副總裁（新聞及公共事務）、九龍巴士顧問。
陳興昌曾任亞視新聞編導、新聞記者、助理採訪主任、主播及節目主持，資訊節目「香港百人」、「感動香港」編輯；亦會為資訊節目旁述，如「中華創意奇觀2」、「草本茗家」等等。
2015年曾任澳門大學社會科學學院傳播系兼職講師。2016年4月1日後離開亞視，同年8月加入九龍巴士出任顧問。2020年8月10日出任有線新聞總監。

## 經歷
陳興昌小學就讀香港培正小學，中學就讀天主教培聖中學，1993年入讀香港樹仁學院新聞系，2010年入讀三年兼讀制中國人民大學新聞系碩士課程。
陳興昌於1995年加入亞洲電視任編導，2000年轉職記者，歷任助理編導、編導、記者、高級記者、首席記者、助理採訪主任。
陳興昌於2012年6月中離開亞視新聞，轉任路訊通節目總監；但於2013年1月重返亞視新聞，同年8月24日升任為助理副總裁，2015年再擢升為副總裁（新聞及公共事務）。2016年代表亞視出席最後一次香港電台新春團拜。

## 重要採訪
- 2001年1月採訪菲律賓第二次人民力量革命 推翻前總統埃斯特拉達；
- 2001年到巴基斯坦邊境城市白沙瓦採訪美國準備進攻阿富汗；
- 2002年失蹤男童庾文翰報稱在廣西出現，獨家採訪報案男子；
- 2006年12月台北採訪市長選舉 ；
- 2006年11月台北採訪倒扁運動天下圍攻 ；
- 2006年5月在中國廣東省深圳市採訪PAAG事件期間，遭富華醫院人員毆打受傷，事後6名涉案陝西省 籍男子被拘捕；
- 2008年1月在广州火车站采访因内地南方雪灾而滞留广州站数十万旅客的新闻，独家在广州站采访中国总理温家宝 ；
- 2010年8月前往菲律賓採訪馬尼拉人質事件 ；
- 2011年10月27日起，前往泰國報道泰國水災 消息；
- 2011年10月28日，在泰國報道泰國水災消息時，在廊曼機場独家采访泰國总理英祿 ；
- 2013年2月28日起，前往埃及報道樂蜀熱氣球慘劇消息。

## 爭議
2020年12月1日，有線新聞部裁員事件中，不少新聞部員工要求新聞部主管謝燕娜、許方輝、李臻和陳興昌交代理據；新聞總監陳興昌斥同事「講爛仔數」、「依家好似爛仔講數咁喎」，拒絕公開對質，引起在場員工不滿。

## 轶事
陳興昌任职亞視新聞主播期间，曾播报江泽民逝世和亚视股权转让予王維基两则错误新闻。

## 主持節目
亞洲電視：
- 主播天下（2009年-2010年）
- ATV焦點（2011年-2012年、2013年）
- 時事追擊（2012年、2013年）

路訊通：
- 香港走出去之黃金新機遇（2012年節目，2013年播放）

HOY TV：
- 香港心得（2025年-）

## 節目編輯
- 香港百人（2011年）
- 感動香港（2010年、2011年）

## 節目旁述
- 中華創意奇觀2（2011年）
- 草本茗家（2010年）
- 茶加擇（2013年）
- 顏色革命-十年反思（2014年）

## 外部連結
- 陳興昌的Blog
- 陳興昌的新浪微博